# Безвилет
Безвилет (фр. Beuzevillette) насеље је и општина у северној Француској у региону Горња Нормандија, у департману Приморска Сена која припада префектури Авр.
По подацима из 2011. године у општини је живело 701 становника, а густина насељености је износила 124,51 становника/km². Општина се простире на површини од 5,63 km². Налази се на средњој надморској висини од 156 метара (максималној 154 m, а минималној 56 m).

## Демографија
| 1962. | 1968. | 1975. | 1982. | 1990. | 1999. | 2011. |
| ----- | ----- | ----- | ----- | ----- | ----- | ----- |
| 588   | 590   | 624   | 687   | 717   | 650   | 701   |

График промене броја становника у току последњих година